# Mammillaria berkiana
Mammillaria berkiana es una especie  perteneciente a la familia de las cactáceas, descubierta por Alfred Bernhard Lau el 18 de abril de 1980.  Se le considera en peligro de extinción debido a que su población ha disminuido de 5000 ejemplares contabilizados en 1994 a menos de 100 ejemplares en 1999, en un área de tan sólo 1 km². La causa de esta disminución tan drástica se debe fundamentalmente a una helada que cayó sobre la región en que habita en diciembre de 1997.

## Descripción
Es una planta simple a cespitosa, con hasta 40 cabezas, globosa, de 4 a 6 cm de diámetro, de color verde claro y con el ápice ligeramente hundido. Los tubérculos son cilíndricos redondeados, de 4 a 5 mm de largo, de 3 mm de ancho en la base y ordenados en 13 y 21 series espiraladas. Las areolas son ovales, de 2 a 3 mm de largo y al principio con lana blanca. mientras que las axilas son desnudas. Tiene 35 a 38 espinas radiales, de 6 mm de largo, en la parte superior de la areola de hasta 4 mm de largo, divergentes, lisas, finamente aciculares, blancas, rígidas y horizontales. Espinas centrales de 5 a 8, con una que nace del centro de la areola, de 2 a 4 son ganchudas, de 10 mm de largo, el resto son rectas, de 4 a 5 mm de largo, de color café rojizo con la base blanca, subuladas, y en algunos individuos se presentan espinas algo pubescentes. Las flores son acampanadas, de 10 mm de diámetro, de color púrpura. Florece de septiembre a octubre, a veces también en enero. Segmentos exteriores del perianto verdes en la base y púrpura profundo en la parte superior, hacia el margen de color más claro, de 3 a 5 mm de largo, 1.5 mm de ancho, margen entero y lanceolado. Segmentos interiores, espatulados, de margen entero, de color púrpura oscuro (color número 67A en la tabla de colores de la Real Sociedad de Horticultura de Londres), de 10 mm de largo y 1.5 de ancho, linear-lanceolados. Filamentos de color púrpura, de 7 mm de largo. Anteras de color amarillo claro. Estigma con 4 lóbulos, color púrpura claro al centro, blanquecinos en los extremos. Fruto de color blanco a rosa, claviforme a cilíndrico, de 20 mm de largo, con restos del perianto, de 4 mm de diámetro. Semillas negras, lustrosas, encorvado-piriformes, hilo subbasal alargado, testa con surcos discontinuos.

## Distribución y hábitat
M. berkiana es endémica de Jalisco, cerca de la localidad huichola de San Andrés Cohamiata,  en México. Crece a una altitud en los 1800 y los 2000 m s. n. m. en depósitos de humus sobre rocas de granito, muy a menudo rodeada de musgo.

## Cultivo
Debido a que esta especie florece particularmente hacia el invierno, las plantas deben ser colocadas en un lugar con abundante luz y sol, cuidándolas del frío; de lo contrario, las flores no abrirán. Requiere de un sustrato con contenido orgánico, pero con muy buen drenaje. Se debe evitar la humedad por periodos prolongados. Su reproducción se da mediante semillas.

## Taxonomía
Mammillaria berkiana fue descrita por Alfred Bernhard Lau y publicado en Kakteen und andere Sukkulenten 37: 33, f, en el año 1986.
Etimología
Mammillaria: nombre genérico que fue descrita por vez primera por Carolus Linnaeus como Cactus mammillaris en 1753, nombre derivado del latín mammilla = tubérculo, en alusión a los tubérculos que son una de las características del género.
berkiana: epíteto que fue nombrado en honor de Horst Berk, unos de los fundadores y primer presidente del Arbeitskreis für Mammillarienfreunde, un grupo de estudio sobre el género Mammillaria radicado en Alemania.